# SpaceX CRS-28
SpaceX CRS-28 (SpX-28) — 28-я миссия снабжения беспилотным грузовым кораблём Dragon 2 компании SpaceX к Международной космической станции в рамках второй фазы контракта Commercial Resupply Services (CRS) с NASA.

## Ход миссии

### Запуск
Первоначально планировалось запустить миссию CRS-28 4 июня 2023 года, в 16:12:41 UTC. Из-за сильного ветра компания SpaceX остановила отменила запуск и перенесла его на следующий день.
Запуск беспилотного транспортного корабля Dragon CRS-28 [Cargo Dragon-2 C208.4] (четвёртый полёт) ракетой-носителем Falcon 9 с площадки LC-39A стартового комплекса Космического центра Кеннеди на мысе Канаверал (штат Флорида, США) был произведён при поддержке боевых расчётов 45-го Космического крыла Космических сил США 5 июня 2023 года в 15:47 UTC. Многоразовая первая ступень B1077 (пятый полёт) после пуска ракеты-носителя Falcon 9 успешно вернулась на плавучую платформу ASOG в Атлантическом океане.

### Сближение и стыковка
Стыковка с зенитным переходником (IDA-3 на PMA-3) модуля «Гармония» состоялась 6 июня 2023 в 09:54 UTC.

### Отстыковка и возвращение
Отстыковка от МКС выполнена 29 июня 2023 года в 16:30 UTC. Посадка состоялась 30 июня 2023 года в 14:30 UTC в Атлантическом океане.

## Полезная нагрузка
Корабль доставил на МКС 3304 кг полезного груза, включая:
- Оборудование для научных исследований: 266 кг
- Провизия и снаряжение для экипажа экспедиции МКС-69: 1098 кг
- Оборудование для станции: 491 кг
- Оборудование для выхода в открытый космос: 48 кг
- Компьютерное оборудование: 4 кг
- Внешняя полезная нагрузка: два рулона сворачиваемых панелей солнечных батарей iROSA располагалась во внешнем негерметичном отсеке корабля.

В рамках подмиссии на МКС были доставлены шесть студенческих кубсатов из США и Канады: ESSENCE, Iris, Moonlighter, RADSAT-SK, SC-ODIN и Ukpik-1.